# Thurgau
Thurgau er en kanton i Schweiz. Hovedstaden hedder Frauenfeld. Kantonen grænser mod nord og øst til Tyskland og Bodensøen, mod syd til St. Gallen, mod vest til Zürich og mod nordvest til Schaffhausen.

## Historisk gau
I Frankerrigets tid var Thurgau et administrativt gau (provins eller landskab).